# Ludwigsdenkmal (Worms)

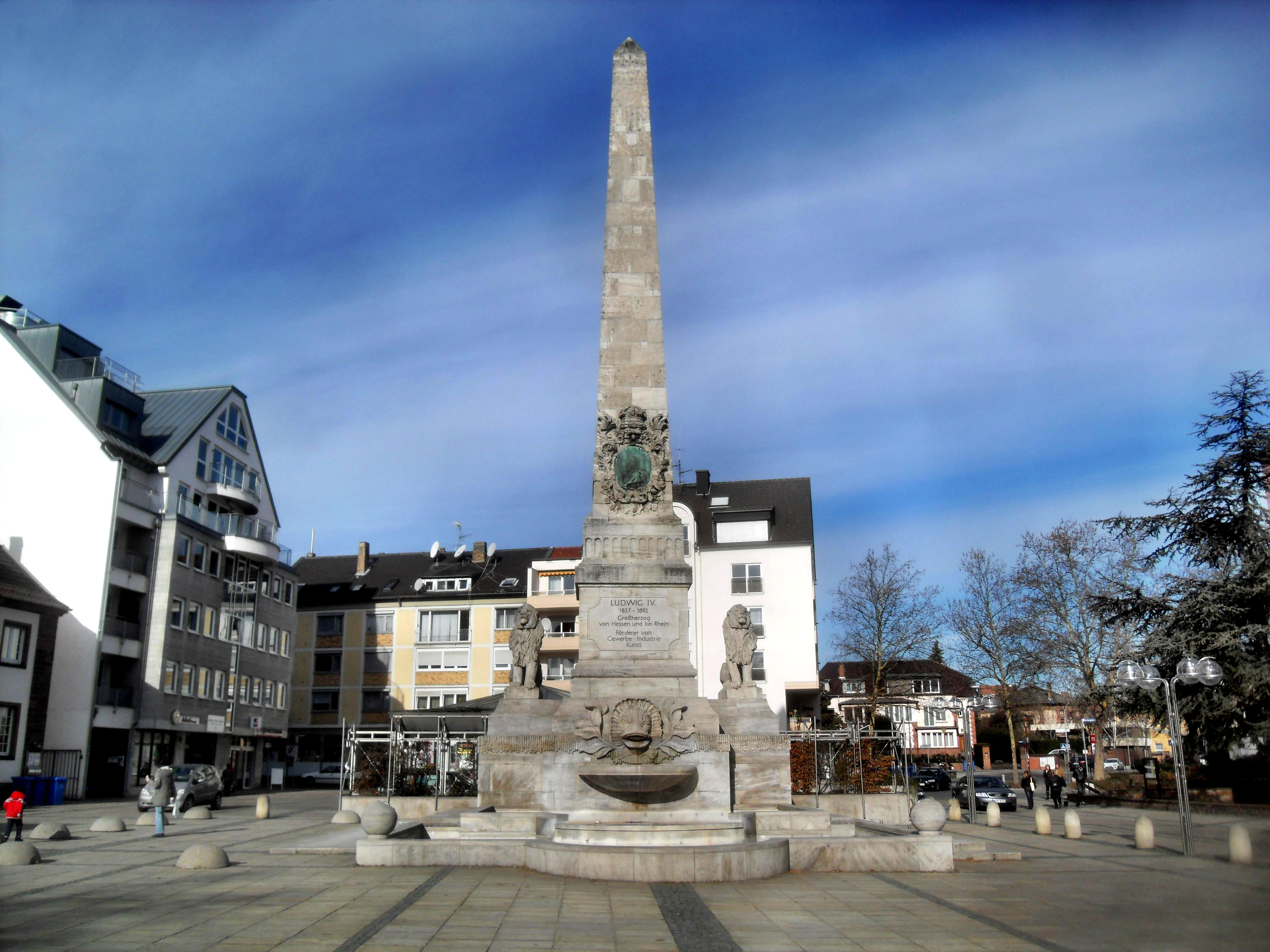
Ludwigsdenkmal auf dem Ludwigsplatz

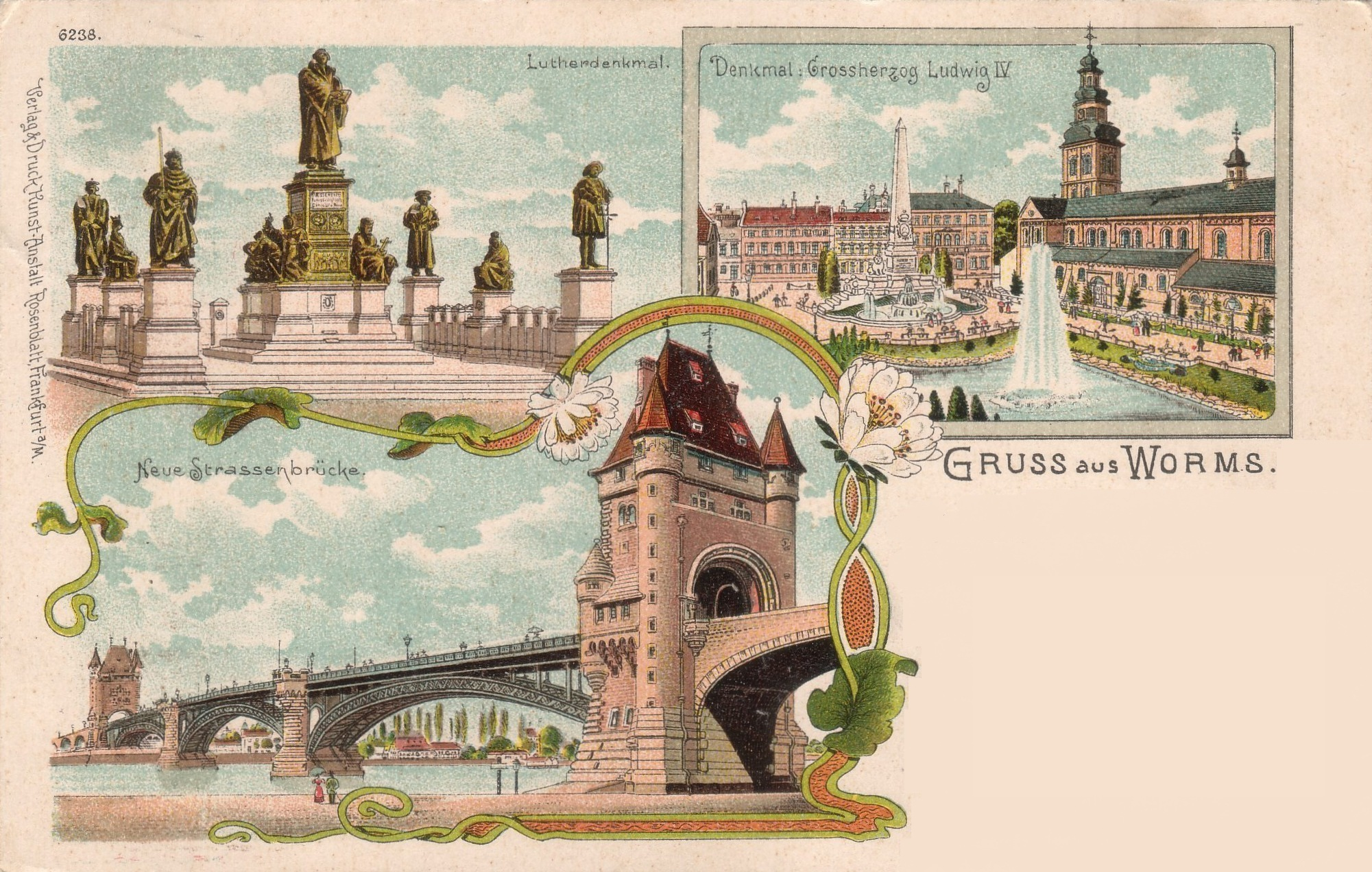
Ludwigsplatz, Ansichtskarte von 1902

Das Ludwigsdenkmal ist ein Denkmal für Großherzog Ludwig IV. von Hessen und bei Rhein in Worms am Rhein, das 1895 auf Initiative der Stadtverwaltung und mit Mitteln aus der Bevölkerung nach einem Entwurf des Wormser Stadtbaumeisters Karl Hofmann auf dem Paradeplatz (dem heutigen Ludwigsplatz) errichtet wurde. Es erinnert an die militärischen Leistungen des 1892 verstorbenen Großherzogs als Kommandeur der großherzoglich hessischen Truppen, besonders der Großherzoglich Hessischen (25.) Infanterie-Division vor Gravelotte und Metz im Deutsch-Französischen Krieg 1870/71.
Hier befehligte er seine Truppen im Krieg gegen Frankreich, dem Land, das seinen Vorfahr vom Landgraf zum Großherzog von Napoleons Gnaden erhoben hatte, und unter dem Kommando von Preußen, vor dessen Truppen noch 1866 sein Vorgänger Großherzog Ludwig III. (Hessen-Darmstadt) zeitweise aus seinem rechtsrheinischen Herrschaftsgebiet nach Worms geflohen war.
Der Entwurf des 24,30 m hohen Denkmals stammt von Stadtbaurat Karl Hofmann, der u. a. auch die Rheinbrücke, den Wasserturm und das städtische Krankenhaus schuf. Der plastische Schmuck ist ein Werk des Bildhauers Johannes Hirt. Das Denkmal wurde am 15. Juli 1895 in Anwesenheit von Großherzog Ernst Ludwig und seiner Schwester Prinzessin Viktoria enthüllt.
Mit dem Bau des Denkmals wurde der damalige Paradeplatz als grüne Schmuckanlage mit zentralem Wasserbecken und kleiner Fontäne umgestaltet. Die Denkmalanlage selbst entstand am westlichen Ende des Platzes, bestehend aus einem Brunnenbecken, hinter dem ein Obelisk auf einem Podest mit Wasserspeier thront. Symmetrisch flankiert wird die Anlage von Treppen und zwei steinernen Löwen.
Die Bombenangriffe des Zweiten Weltkriegs überstand das Denkmal zwar mit geringen Schäden, jedoch wurde die Schmuckanlage in der Nachkriegszeit zu einem öffentlichen Parkplatz umgewidmet. Erst mit dem Bau der 1975 eröffneten Tiefgarage unter dem Ludwigsplatz wurde das Denkmal abgetragen. Anfang der 1990er Jahre wurden die oberirdischen Stellplätze aufgegeben und der Platz mit einem durchgehenden, hellen Steinbelag umgestaltet. Im Zuge dessen kehrte die Denkmalanlage in veränderter Grundrissform als Rekonstruktion an ihren ursprünglichen Standort zurück.